# Maximilian Marterer
Maximilian Marterer (* 15. Juni 1995 in Nürnberg) ist ein deutscher Tennisspieler.

## Karriere
Maximilian Marterer spielt hauptsächlich auf der ATP Challenger Tour und der ITF Future Tour. Bislang gewann er elf Turniere auf der Future Tour, sowie sieben Einzel- und zwei Doppeltitel auf der Challenger Tour. 2013 erreichte er das Halbfinale bei der Juniorenkonkurrenz in Wimbledon.
Nach seinem Turniersieg in Eckental gelang ihm im November 2017 zum ersten Mal der Sprung unter die Top 100 der Weltrangliste. Bei den Australian Open 2018 musste er sich erst in der dritten Runde gegen Tennys Sandgren mit 7:5, 3:6, 5:7, 6:7 (5:7) geschlagen geben. In Roland Garros erreichte er fünf Monate später bei seiner ersten Hauptfeldteilnahme direkt das Achtelfinale, in dem er Rafael Nadal unterlag.
In der 1. Tennisbundesliga trat er 2017 für den TK Kurhaus Aachen sowie 2018 und 2019 für den TK Grün-Weiss Mannheim an sowie 2023 für den TC Bredeney, mit dem er Deutscher Mannschaftsmeister wurde.
Marterer war auch Teil des deutschen Siegerteams beim United Cup 2024, kam aber in keiner Begegnung zum Einsatz.

## Erfolge
| Legende (Anzahl der Siege)  |
| Grand Slam                  |
| ATP World Tour Finals       |
| ATP World Tour Masters 1000 |
| ATP World Tour 500          |
| ATP World Tour 250          |
| ATP Challenger Tour (11)    |

### Einzel

#### Turniersiege
| Nr. | Datum              | Turnier             | Belag         | Finalgegner        | Ergebnis       |
| --- | ------------------ | ------------------- | ------------- | ------------------ | -------------- |
| 1.  | 17. September 2016 | Meknès              | Sand          | Uladsimir Ihnazik  | 7:63, 6:3      |
| 2.  | 24. September 2016 | Kenitra             | Sand          | Mohamed Safwat     | 6:2, 6:4       |
| 3.  | 16. September 2017 | Banja Luka          | Sand          | Carlos Taberner    | 6:1, 6:2       |
| 4.  | 8. Oktober 2017    | Monterrey           | Hartplatz     | Bradley Klahn      | 7:63, 7:66     |
| 5.  | 5. November 2017   | Eckental            | Teppich (i)   | Jerzy Janowicz     | 7:68, 3:6, 6:3 |
| 6.  | 18. Februar 2018   | Cherbourg-Octeville | Hartplatz (i) | Constant Lestienne | 6:4, 7:5       |
| 7.  | 15. November 2020  | Bratislava          | Hartplatz (i) | Tomáš Macháč       | 6:73, 6:2, 7:5 |
| 8.  | 23. Juli 2023      | Amersfoort          | Sand          | Titouan Droguet    | 6:4, 6:2       |
| 9.  | 19. November 2023  | Danderyd            | Hartplatz (i) | Brandon Nakashima  | 2:6, 6:4, 6:3  |

### Doppel

#### Turniersiege
| Nr. | Datum              | Turnier | Belag | Partner        | Finalgegner                      | Ergebnis          |
| --- | ------------------ | ------- | ----- | -------------- | -------------------------------- | ----------------- |
| 1.  | 11. September 2015 | Meknès  | Sand  | Kevin Krawietz | Gianluca Naso Riccardo Sinicropi | 7:5, 6:1          |
| 2.  | 25. September 2016 | Kenitra | Sand  | Kevin Krawietz | Uladsimir Ihnazik Michael Linzer | 7:66, 4.6, [10:6] |

## Abschneiden bei Grand-Slam-Turnieren

### Einzel
| Turnier         | 2016 | 2017 | 2018 | 2019 | 2020 | 2021 | 2022 | 2023 | 2024 | 2025 | Karriere |
| --------------- | ---- | ---- | ---- | ---- | ---- | ---- | ---- | ---- | ---- | ---- | -------- |
| Australian Open | Q1   | Q1   | 3    | 2    | Q1   | Q2   | 1    | Q1   | 1    | Q1   | 3        |
| French Open     | —    | Q2   | AF   | 1    | Q1   | 1    | Q1   | Q1   | 2    | 1    | AF       |
| Wimbledon       | —    | Q1   | 1    | —    |      | Q1   | 2    | 3    | 1    | Q1   | 3        |
| US Open         | —    | 1    | 1    | —    | —    | 1    | 1    | Q2   | 1    |      | 1        |

Zeichenerklärung: S = Turniersieg; F, HF, VF, AF = Einzug ins Finale / Halbfinale / Viertelfinale / Achtelfinale; 1, 2, 3 = Ausscheiden in der 1. / 2. / 3. Hauptrunde; Q1, Q2, Q3 = Ausscheiden in der 1. / 2. / 3. Qualifikationsrunde; nicht ausgetragen

### Doppel
| Turnier         | 2018 | 2019 | Karriere |
| --------------- | ---- | ---- | -------- |
| Australian Open | —    | 1    | 1        |
| French Open     | 1    | —    | 1        |
| Wimbledon       | 1    | —    | 1        |
| US Open         | 1    | —    | 1        |